# ROCK MUSICAL BLEACH
『ROCK MUSICAL BLEACH』（ロックミュージカル ブリーチ）は、久保帯人による漫画作品『BLEACH』を原作とするミュージカルシリーズ。愛称は「ブリミュ」。「ロックと剣劇」をコンセプトに掲げ、2005年8月の初演以来、2.5次元ミュージカルの先駆け的な存在として上演されている。

## 歴史
2005年8月に初演が行われ、その後シリーズ化された。原作漫画の「尸魂界篇」を題材にした公演が続き、2008年3月の『ROCK MUSICAL BLEACH DX』では集大成となる『ROCK MUSICAL BLEACH THE ALL』がオールキャストで上演された。また、歌と踊りがメインのライブショー「卍解SHOW」やフィルムフェスタも開催され、2010年1月より演じられた『ROCK MUSICAL BLEACH the LIVE “卍解SHOW code:003”』までの累計観客動員数は約13万人を記録した。脚本の異同により、数名のキャラクターが付加されたこともあったが、主役と共演者はほぼ固定したキャスティングで展開された。
2011年7月より「新生 ROCK MUSICAL BLEACH」として『BLEACH連載10周年記念公演 ROCK MUSICAL BLEACH』が全国6か所で上演された。脚本・演出にはテレビアニメ『BLEACH』の「斬魄刀異聞篇」でシリーズ構成を担当したきだつよしを新たに起用し、初のオリジナルストーリーとなる演目が披露された。公演の前年には主役の黒崎一護役を決めるオーディションが開催され、4,500人の応募者の中から法月康平が選定されるなど、朽木ルキア役・佐藤美貴を除いたキャストの総入れ替えが行われた。2012年8月より演じられた『新生 ROCK MUSICAL BLEACH REprise』までの累計観客動員数は約18万人を記録した。
2016年7月には4年ぶりの公演となる『ROCK MUSICAL BLEACH 〜もうひとつの地上〜』が上演された。脚本・演出を担当する堤泰之が過去に手がけた『ROCK MUSICAL BLEACH THE ALL』を改定した演目となっており、制作にあたってキャストの入れ替えも行われた。
2024年5月より原作漫画の「破面篇」を題材にした2部作の前編 『「ROCK MUSICAL BLEACH」〜Arrancar the Beginning〜』が上演された。2025年2月より後編の『「ROCK MUSICAL BLEACH」〜Arrancar the Final〜』が上演された。

## 公演リスト

### ロックミュージカル BLEACH
- 日程・会場[14]
  - 2005年8月17日 - 8月28日：全労済ホール スペース・ゼロ（東京公演）
- スタッフ[14]
  - 脚本 - 奥村直義
  - 演出 - 平光琢也
  - 音楽 - 玉麻尚一
- キャスト[14]
  - 黒崎一護 - 伊阪達也
  - 朽木ルキア - 佐藤美貴
  - 阿散井恋次 - 森山栄治
  - 日番谷冬獅郎 - 永山たかし
  - 藍染惣右介 - 大口兼悟
  - 浦原喜助 - 伊藤陽佑
  - 市丸ギン - 土屋裕一
  - 井上織姫 - 吉井怜
  - 茶渡泰虎 - 吉田直史
  - 朽木白哉 - 林修司
  - 雛森桃 - 齊藤来未子
  - アンサンブル - 立花拓也、加藤学、末吉司弥、安田裕、坂田鉄平

### ロックミュージカル BLEACH 再炎
- 日程・会場[15]
  - 2006年1月5日 - 1月8日：大阪メルパルクホール（大阪公演）
  - 2006年1月14日 - 1月19日：日本青年館 大ホール（東京公演）
- スタッフ[8][16]
  - 脚本 - 奥村直義
  - 演出 - 平光琢也
  - 音楽 - 玉麻尚一
- キャスト[15]
  - 黒崎一護 - 伊阪達也
  - 朽木ルキア - 佐藤美貴
  - 阿散井恋次 - 森山栄治
  - 日番谷冬獅郎 - 永山たかし
  - 藍染惣右介 - 大口兼悟
  - 浦原喜助 - 伊藤陽佑
  - 市丸ギン - 土屋裕一
  - 井上織姫 - 吉井怜
  - 茶渡泰虎 - 吉田直史
  - 朽木白哉 - 林修司
  - 雛森桃 - 齊藤来未子
  - 吉良イヅル - 北村栄基
  - アンサンブル - 立花拓也、加藤学、末吉司弥、安田裕、熊倉功

### ROCK MUSICAL BLEACH The Dark of The Bleeding Moon
- 日程・会場[17]
  - 2006年8月10日 - 8月13日：大阪メルパルクホール（大阪公演）
  - 2006年8月16日 - 8月21日：日本青年館 大ホール（東京公演）
- スタッフ[8][16]
  - 脚本・演出 - 堤泰之（プラチナ・ペーパーズ）
  - 音楽 - 玉麻尚一
- キャスト
  - 黒崎一護 - 伊阪達也
  - 朽木ルキア - 佐藤美貴
  - 阿散井恋次 - 森山栄治
  - 日番谷冬獅郎 - 永山たかし
  - 藍染惣右介 - 大口兼悟
  - 市丸ギン - 土屋裕一
  - 朽木白哉 - 林修司
  - 雛森桃 - 齊藤来未子
  - 吉良イヅル - 北村栄基
  - 斑目一角 - 臼井琢也
  - 山田花太郎 - 村上耕平
  - 四楓院夜一 - 齋藤久美子
  - 更木剣八 - 鈴木省吾
  - 松本乱菊 - 井上晴美
  - アンサンブル - 立花拓也、加藤学、末吉司弥、安田裕、栗原功平、岩下政之、篠原辰也、岩間健児

### ROCK MUSICAL BLEACH the LIVE “卍解SHOW code:001”
- 日程・会場[18]
  - 2007年1月10日 - 1月14日：青山劇場（東京公演）
- スタッフ[18]
  - 構成・演出 - 堤泰之（プラチナ・ペーパーズ）、井関佳子
  - 音楽 - 玉麻尚一
- キャスト[18]
  - 黒崎一護 - 伊阪達也
  - 朽木ルキア - 佐藤美貴
  - 阿散井恋次 - 森山栄治
  - 日番谷冬獅郎 - 永山たかし
  - 藍染惣右介 - 大口兼悟
  - 市丸ギン - 土屋裕一
  - 朽木白哉 - 林修司
  - 雛森桃 - 齊藤来未子
  - 吉良イヅル - 北村栄基
  - 斑目一角 - 臼井琢也
  - 山田花太郎 - 村上耕平
  - 四楓院夜一 - 齋藤久美子
  - 更木剣八 - 鈴木省吾（1月11日のみゲスト出演）
  - アンサンブル - 立花拓也、末吉司弥、熊倉功、安田裕、栗原功平

### ROCK MUSICAL BLEACH No Clouds in the Blue Heavens
- 日程・会場[19]
  - 2007年3月21日 - 3月27日：日本青年館 大ホール（東京公演）
  - 2007年4月3日 - 4月8日：兵庫県立芸術文化センター 中ホール（兵庫公演）
- スタッフ[20]
  - 脚本・演出 - 堤泰之（プラチナ・ペーパーズ）
  - 音楽 - 玉麻尚一
- キャスト[20]
  - 黒崎一護 - 伊阪達也
  - 朽木ルキア - 佐藤美貴
  - 阿散井恋次 - 森山栄治
  - 日番谷冬獅郎 - 永山たかし
  - 藍染惣右介 - 大口兼悟
  - 市丸ギン - 土屋裕一
  - 朽木白哉 - 林修司
  - 雛森桃 - 齊藤来未子
  - 吉良イヅル - 北村栄基
  - 斑目一角 - 臼井琢也
  - 四楓院夜一 - 齋藤久美子
  - 東仙要 - 倉貫匡弘
  - 檜佐木修兵 - 郷本直也
  - 砕蜂 - 関根あすか
  - 卯ノ花烈 - 笠原弘子
  - 更木剣八 - 鈴木省吾
  - アンサンブル - 立花拓也、加藤学、末吉司弥、安田裕、栗原功平、熊倉功、岩下政之、篠原辰也

### ROCK MUSICAL BLEACH DX
- 日程・会場[21][22]
  - 2008年3月24日 - 3月31日：新宿コマ劇場（東京公演）
    - ROCK MUSICAL BLEACH THE ALL（2008年3月24日 - 3月26日、3月30日）
    - ROCK MUSICAL BLEACH the LIVE “卍解SHOW code:002”（2008年3月27日 - 3月29日、3月31日）
- スタッフ[23]
  - ROCK MUSICAL BLEACH THE ALL
    - 脚本・演出 - 堤泰之（プラチナ・ペーパーズ）
    - 演出協力 - 井関佳子
    - 音楽 - 玉麻尚一

  - ROCK MUSICAL BLEACH the LIVE “卍解SHOW code:002”
    - 脚本・演出 - 井関佳子
    - 監修 - 堤泰之（プラチナ・ペーパーズ）
    - 音楽 - 玉麻尚一
- キャスト[23]
  - 黒崎一護 - 伊阪達也
  - 朽木ルキア - 佐藤美貴
  - 阿散井恋次 - 森山栄治
  - 日番谷冬獅郎 - 永山たかし
  - 藍染惣右介 - 大口兼悟
  - 市丸ギン - 土屋裕一
  - 朽木白哉 - 林修司
  - 雛森桃 - 齊藤来未子
  - 吉良イヅル - 北村栄基
  - 斑目一角 - 臼井琢也
  - 四楓院夜一 - 齋藤久美子
  - 更木剣八 - 鈴木省吾
  - 卯ノ花烈 - 笠原弘子
  - 砕蜂 - 関根あすか
  - 檜佐木修兵 - 郷本直也
  - 東仙要 - 倉貫匡弘
  - 松本乱菊 - 井上晴美
  - 山田花太郎 - 村上耕平
  - アンサンブル - 立花拓也、加藤学、末吉司弥、安田裕、栗原功平、熊倉功、岩下政之、篠原辰也

### ROCK MUSICAL BLEACH the Film Fes -始動！-
過去4年間にわたる公演の映像を再編集し、巨大スクリーンで上映したフィルムフェスタ。公演ごとに異なるゲストが舞台に上がり、さまざまなトークを繰り広げた。
- 日程・会場[6]
  - 2009年5月16日 - 5月17日：九段会館（東京公演）
  - 2009年8月15日：クレオ大阪中央（大阪公演）

### ROCK MUSICAL BLEACH  the LIVE “卍解SHOW code:003”
- 日程・会場[24]
  - 2010年1月15日 - 1月17日：福岡県立ももち文化センター 大ホール（福岡公演）
  - 2010年1月20日 - 1月25日：イオン化粧品 シアターBRAVA!（大阪公演）
  - 2010年1月29日 - 2月8日：日本青年館 大ホール（東京公演）
- スタッフ[5]
  - 脚本・演出 - 井関佳子
  - 監修 - 堤 泰之（プラチナ・ペーパーズ）
  - 音楽 - 玉麻尚一
- キャスト[24]
  - 黒崎一護 - 伊阪達也
  - 朽木ルキア - 佐藤美貴
  - 阿散井恋次 - 森山栄治
  - 日番谷冬獅郎 - 永山たかし
  - 市丸ギン - 土屋裕一
  - 朽木白哉 - 林修司
  - 雛森桃 - 齊藤来未子
  - 吉良イヅル - 北村栄基
  - 斑目一角 - 臼井琢也
  - 山田花太郎 - 村上耕平
  - 四楓院夜一 - 齋藤久美子
  - 東仙要 - 倉貫匡弘
  - 檜佐木修兵 - 郷本直也
  - 砕蜂 - 関根あすか
  - 卯ノ花烈 - 笠原弘子
  - 更木剣八 - 鈴木省吾
  - 松本乱菊 - 井上晴美（東京公演のみ）[25]
  - アンサンブル - 立花拓也、加藤学、安田裕、栗原功平、熊倉功、岩下政之、篠原辰也

### BLEACH連載10周年記念公演 ROCK MUSICAL BLEACH
- 日程・会場[7]
  - 2011年7月1日 - 7月3日：シアター1010（東京公演）
  - 2011年7月9日 - 7月10日：愛知県芸術劇場 大ホール（愛知公演）
  - 2011年7月21日 - 7月24日：森ノ宮ピロティホール（大阪公演）
  - 2011年7月27日：新潟県民会館（新潟公演）
  - 2011年7月30日 - 7月31日：本多の森ホール（石川公演）
  - 2011年8月4日 - 8月30日：シアタークリエ（東京公演）
- スタッフ[26]
  - 脚本・演出 - きだつよし
- キャスト[26]
  - 黒崎一護 - 法月康平
  - 朽木ルキア - 佐藤美貴
  - 阿散井恋次 - 鯨井康介
  - 日番谷冬獅郎 - 木戸邑弥
  - 朽木白哉 - 太田基裕
  - 京楽春水 - 石坂勇
  - 浮竹十四郎 - 西島千博
  - 遙華 - 彩乃かなみ
  - 射真 - 新納慎也

### 新生 ROCK MUSICAL BLEACH REprise
- 日程・会場[27]
  - 2012年8月30日 - 9月9日：品川ステラボール（東京公演）
- スタッフ[27]
  - 脚本・演出 - きだつよし
- キャスト[27][28]
  - 黒崎一護 - 法月康平
  - 朽木ルキア - 佐藤美貴
  - 阿散井恋次 - 鯨井康介
  - 日番谷冬獅郎 - 河原田巧也[注 1]
  - 朽木白哉 - 太田基裕
  - 浦原喜助 - 大山真志
  - 京楽春水 - 石坂勇
  - 浮竹十四郎 - 津田英佑
  - 遙華 - 彩乃かなみ
  - 射真 - 新納慎也

### ROCK MUSICAL BLEACH 〜もうひとつの地上〜
- 日程・会場[1]
  - 2016年7月28日 - 8月7日：AiiA 2.5 Theater Tokyo（東京公演）
  - 2016年8月24日 - 8月28日：京都劇場（京都公演）
- スタッフ[30]
  - 脚本・演出 - 堤泰之
- キャスト[31]
  - 黒崎一護 - 高野洸
  - 朽木ルキア - 甲斐千尋
  - 阿散井恋次 - 崎山つばさ
  - 市丸ギン - 遊馬晃祐
  - 吉良イヅル - 健人
  - 卯ノ花烈 - 平田裕香
  - 山田花太郎 - 橋本真一
  - 藍染惣右介 - 馬場良馬
  - 雛森桃 - 美山加恋
  - 朽木白哉 - 猪野広樹
  - 東仙要 - 本田昂也
  - 檜佐木修兵 - 橋本全一
  - 日番谷冬獅郎 - 永田崇人
  - 松本乱菊 - 高橋ユウ
  - 更木剣八 - 川上将大
  - 斑目一角 - 塩田康平
  - 四楓院夜一 - 松林篤美
  - 砕蜂 - 倉知あゆか
  - アンサンブル - 宮川康裕、榮男樹、久田悠貴、鍜治洸太朗、時松研斗、長谷川裕、辻大樹、AKI

### 「ROCK MUSICAL BLEACH」〜Arrancar the Beginning〜
- 日程・会場[12]
  - 2024年5月12日 - 5月26日：天王洲 銀河劇場（東京公演）
  - 2024年5月31日 - 6月2日：COOL JAPAN PARK OSAKA WWホール（大阪公演）
- スタッフ[12]
  - 脚本・演出 - 児玉明子
  - 音楽 - 兼松衆
- キャスト[12]
  - 黒崎一護 - 木原瑠生
  - 井上織姫 - 佐當友莉亜
  - 茶渡泰虎 - チャンヘ
  - 石田雨竜 - 佐藤永典
  - 平子真子 - 山﨑晶吾
  - 浦原喜助 - 根本正勝
  - 朽木ルキア - 田野優花
  - 朽木白哉 - 山本一慶
  - 阿散井恋次 - 宇野結也
  - 日番谷冬獅郎 - 松岡拳紀介
  - 松本乱菊 - 美麗
  - 更木剣八 - 岡本悠紀
  - 斑目一角 - 川崎優作
  - 藍染惣右介 - 井澤勇貴
  - 市丸ギン - 秋沢健太朗
  - 東仙要 - 藤田浩太朗
  - ウルキオラ・シファー - 百名ヒロキ
  - グリムジョー・ジャガージャック - 植原卓也
  - アンサンブル - 内田未来、亀井照三、白崎誠也、田邊謙、細川晃弘、松川大祐、宮川連、望月凜、師富永奈

### 「ROCK MUSICAL BLEACH」〜Arrancar the Final〜
- 日程・会場[13]
  - 2025年2月8日 - 2月24日：天王洲 銀河劇場（東京公演）
  - 2025年3月1日 - 3月9日：COOL JAPAN PARK OSAKA WWホール（大阪公演）
- スタッフ[13]
  - 脚本・演出 - 児玉明子
  - 音楽 - 兼松衆
- キャスト[13]
  - 黒崎一護 - 木原瑠生
  - 井上織姫 - 佐當友莉亜
  - 茶渡泰虎 - チャンヘ
  - 石田雨竜 - 佐藤永典
  - 平子真子 - 山﨑晶吾
  - 猿柿ひよ里 - 中野美優
  - 浦原喜助 - 根本正勝
  - 山本元柳斎重國 - 平川和宏
  - 京楽春⽔ - 山口馬木也
  - 砕蜂 - 齋藤千夏
  - 朽木白哉 - 山本一慶
  - 阿散井恋次 - 宇野結也
  - 檜佐木修兵 - 大友海
  - 日番谷冬獅郎 - 松岡拳紀介
  - 松本乱菊 - 美麗
  - 更木剣八 - 岡本悠紀
  - 斑目一角 - 川﨑優作
  - 朽木ルキア - 田野優花
  - ウルキオラ・シファー - 百名ヒロキ
  - コヨーテ・スターク - 唐橋充
  - ティア・ハリベル - 護あさな
  - 市丸ギン - 秋沢健太朗
  - 東仙要 - 藤田浩太朗
  - 藍染惣右介 - 井澤勇貴
  - アンサンブル - 内田未来、亀井照三、白崎誠也、田邊謙、細川晃弘、松川大祐、宮川連、望月凜、師富永奈

## DVD / BD
| タイトル                                          | 発売日         | 規格品番     | 規格品番     |
| タイトル                                          | 発売日         | DVD          | BD           |
| ------------------------------------------------- | -------------- | ------------ | ------------ |
| ロックミュージカル BLEACH                         | 2005年12月20日 | RMBD-0501    |              |
| ロックミュージカル BLEACH 再炎                    | 2006年4月20日  | RMBD-0602    |              |
| ROCK MUSICAL BLEACH The Dark of The Bleeding Moon | 2007年1月20日  | RMBD-0604    |              |
| ROCK MUSICAL BLEACH the LIVE “卍解SHOW code:001”  | 2007年5月20日  | RMBD-0706    |              |
| ROCK MUSICAL BLEACH No Clouds in the Blue Heavens | 2007年7月20日  | RMBD-0708    |              |
| ROCK MUSICAL BLEACH THE ALL                       | 2008年8月20日  | RMBD-0809    |              |
| ROCK MUSICAL BLEACH the LIVE “卍解SHOW code:002”  | 2008年8月20日  | RMBD-0810    |              |
| ROCK MUSICAL BLEACH the Film Fes -始動！-         | 2009年5月16日  | RMBD-0811    |              |
| ROCK MUSICAL BLEACH the LIVE “卍解SHOW code:003”  | 2010年5月20日  | RMBD-0821    |              |
| BLEACH連載10周年記念公演 ROCK MUSICAL BLEACH      | 2011年11月25日 | RMBD-0814    |              |
| 新生 ROCK MUSICAL BLEACH REprise                  | 2012年11月16日 | LPBR-3       |              |
| ROCK MUSICAL BLEACH Blu-ray Collection BOX        | 2012年11月16日 |              | LPBR-2       |
| ROCK MUSICAL BLEACH 〜もうひとつの地上〜          | 2016年11月23日 | ANSB-10048/9 | ANSX-10048/9 |

## CD
| タイトル                                               | 発売日        | 規格品番  |
| ------------------------------------------------------ | ------------- | --------- |
| ロックミュージカル BLEACH 再炎 LIVE                    | 2006年6月7日  | SVWC-7359 |
| ROCK MUSICAL BLEACH The Dark of The Bleeding Moon LIVE | 2007年2月21日 | SVWC-7442 |
| ROCK MUSICAL BLEACH                                    | 2008年8月6日  | SVWC-7564 |